# بوب ويست
بوب ويست (بالإنجليزية: Bob West)‏ هو ممثل أمريكي، ولد في 25 يونيو 1956 بتكساس في الولايات المتحدة.

## وصلات خارجية
- بوب ويست على موقع IMDb (الإنجليزية)
- بوب ويست على موقع ميوزك برينز (الإنجليزية)
- بوب ويست على موقع إن إن دي بي (الإنجليزية)
- بوب ويست على موقع ديسكوغز (الإنجليزية)
- بوب ويست على موقع قاعدة بيانات الفيلم (الإنجليزية)